# 13. svibnja
13. svibnja (13. 5.) 133. je dan godine po gregorijanskom kalendaru (134. u prijestupnoj godini).
Do kraja godine imaju još 232 dana.

## Događaji
- 1497. – Papa Aleksandar VI. izopćio je vladara Firence i reformatora Girolama Savonarolu, koji je spaljen godinu dana kasnije.
- 1830. – Ekvador je stekao neovisnost.
- 1846. – Kongres Sjedinjenih Američkih Država proglasio rat Meksiku. (Američko - meksički rat)
- 1917. – Gospa Fatimska se ukazala u portugalskom gradu Fatimi. Katolička Crkva službeno je priznala taj događaj.
- 1981. – Mehmet Ali Ağca pokušava atentata na papu Ivana Pavla II. prilikom dolaska na trg sv. Petra u Rimu.
- 1909. – Održana prva utrka Giro d'Italia.
- 1940. – Drugi svjetski rat: Njemačka je vojska prešla rijeku Meuse i napala Francusku, da bi već nakon dva dana osvojila Pariz.
- 1990. – Na stadionu Maksimir izbili izgredi između Bad Blue Boysa i Delija.
- 1992. – Ubijena prva civilna žrtva rata u Zenici. Hitcem iz vatrenog oružja ubijena je dvogodišnja Matea Jurić (29. srpnja 1990. – 13. svibnja 1992.), za vrijeme blokade tadašnje vojne kasarne JNA u naselju Bilmišće.[1]

| - 1179. – Teobald III. Šampanjski, francuski grof († o. 1201.) - 1220. – Aleksandar Nevski, veliki ruski knez († 1263.) - 1717. – Marija Terezija, austrijska nadvojvotkinja, ugarsko-hrvatska i češka kraljica († 1780.) - 1753. – Lazare Carnot, francuski časnik, političar i matematiar ( † 1823.) - 1792. – Pio IX., papa i blaženik († 1878.) - 1882. – Georges Braque, francuski slikar († 1963.) - 1883. – Georgios Papanikolaou, grčki liječnik († 1962.) - 1920. – Miroslav Bulešić, hrvatski svećenik i mučenik († 1947.) - 1936. – Davor Rodin, hrvatski filozof i politolog - 1941. – Ritchie Valens, američki pjevač († 1959.) - 1945. – Boris Ćiro Gašparac, hrvatski pjevač - 1960. – Željko Ledinski, hrvatski političar i šumarski stručnjak - 1964. – Andrea Baković, hrvatska glumica - 1967. – Melanie Thornton, američko-njemačka pop pjevačica († 2001.) - 1968. – Davor Svedružić, hrvatski glumac - 1969. – Siniša Ružić, hrvatski glumac - 1981. – Živko Anočić, hrvatski glumac | - 1539. – Izabela Portugalska, španjolska kraljica (* 1503.) - 1832. – Georges Cuvier, francuski prirodoslovac i zoolog (* 1797.) - 1878. – Joseph Henry, američki fizičar (* 1797.) - 1904. – Eugen Kumičić, hrvatski književnik i političar (* 1850.) - 1930. – Fridtjof Nansen, norveški istraživač, zoolog i diplomat (* 1861.) - 1933. – Louis Theodor Richard von Schubert, njemački general i vojni zapovjednik (* 1850.) - 1938. – Charles Édouard Guillaume, francusko-švicarski fizičar (* 1861.) - 1948. – Milan Begović, hrvatski književnik (* 1876.) - 1961. – Gary Cooper, američki glumac (* 1901.) - 1981. – Vlado Antolić, hrvatski arhitekt i urbanist (* 1903.) - 2002. – Valerij Lobanovs'kyj, ukrajinski nogometaš i nogometni trener (* 1939.) - 2019. – Doris Day, američka glumica (* 1922.) - 2022. – Kalifa bin Zajed al-Nahjan, predsjednik Ujedinjenih Arapskih Emirata i vladar Abu Dhabija (* 1948) |